# Поліська волость
Поліська волость — адміністративно-територіальна одиниця в межах Берестейського повіту в XVI–XVIII століттях.
Складалася з Старосільського, Доропійовицького, Дивинського, Ляховецького, Олтушського, Гвозницького війтоств. Традиційна спеціалізація волості — бортництво. На Дивинському, Луківському, Оріхівському та Олтушському озерах розвинуте рибальство.
Сумарний прибуток з волості і розташованого в ній містечка Дивина в 1566 році становив 906 кіп грошей. Детальний опис зробив підляський ревізор Дмитро Сопіга в 1566 під час спорядження «Опису Берестейського староства».
Дмитро Сопіга визначив, щоб з кожної волоки Поліської волості щороку до берестейського замку привозили три вози дров і віз сіна. Причина була в тому, що села волості отримали в безкоштовне використання луги і частини лісу, які не були включені до волок.

## Релігія
Найбільш відомим об'єктом релігійного культу була чудотворна ікона Поліської Богородиці, яка знаходилась з церкві села Луково (місцеве Луке).